# PIAT
PIAT, ПИАТ (сокр. англ. Projector, Infantry, Anti-Tank, буквально «гранатомёт, пехотный, противотанковый») — британский пружинный ручной противотанковый гранатомёт, предназначенный для поражения техники, сооружений или живой силы противника с помощью выстрела гранатой (гранатомётным выстрелом).

## Описание
PIAT представлял собой нечто промежуточное между стрелково-артиллерийскими и реактивными системами. Оружие полуавтоматическое. Полуавтоматика основана на отдаче тяжёлого свободного затвора с его выкатом при выстреле.
Гранатомёт не имел ствола: перед первым выстрелом нужно было оттянуть ударник, взводя очень мощную пружину, затем снаряд укладывался в своеобразный лоток. При нажатии на спуск, стержень ударника входил внутрь хвостовика снаряда и разбивал капсюль. Пороховые газы выталкивали стержень ударника назад, снова взводя пружину, а снаряд летел вперёд.
Практическая скорострельность PIAT составляла 5-8 выстрелов в минуту. Прицельная дальность стрельбы составляла около 100 метров при максимальной дальности полёта противотанковой гранаты в 250 метров. Использовалось три вида гранат: противотанковая, осколочная и дымовая. Бронепробиваемость противотанковой кумулятивной гранаты достигала 120 мм, что теоретически позволяло британской пехоте с помощью PIAT бороться практически со всеми танками противника.
Оригинальное устройство и отсутствие опасной зоны после выстрела позади оружия (в отличие от реактивных гранатомётов), позволяло использовать PIAT для стрельбы из помещения и не создавало демаскирующего следа. PIAT также позволял вести навесной огонь осколочными гранатами на дальность до 350 метров, служа подчас заменой миномёту. Эта универсальность в сочетании с простотой самого оружия способствовали тому, что гранатомёт использовался английскими и канадскими войсками на всех фронтах, а также поставлялся союзникам и силам Сопротивления.
PIAT применялся также в локальных конфликтах (в частности, в арабо-израильской войне 1948 года), а также состоял на вооружении армий стран — бывших английских доминионов, и ряда арабских стран, армии которых создавались под влиянием англичан (Иордания, Египет, Ирак). Однако после окончания Второй мировой войны его быстро вытеснили более совершенные гранатомёты. На вооружении Армии Обороны Израиля гранатомёт продержался до второй половины 1950-х годов. В британской армии PIAT сняли с вооружения в 1951 году.

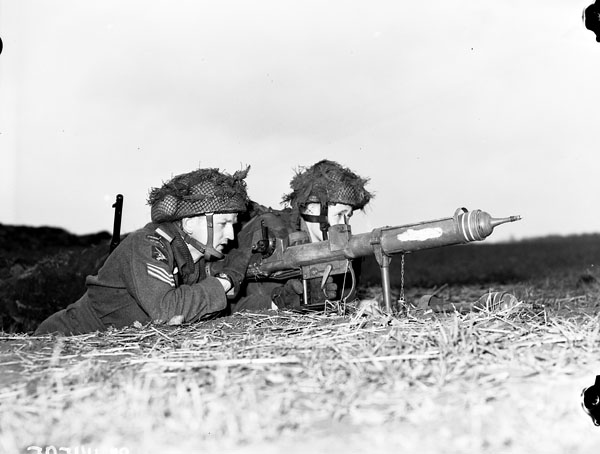
Канадские солдаты с PIAT
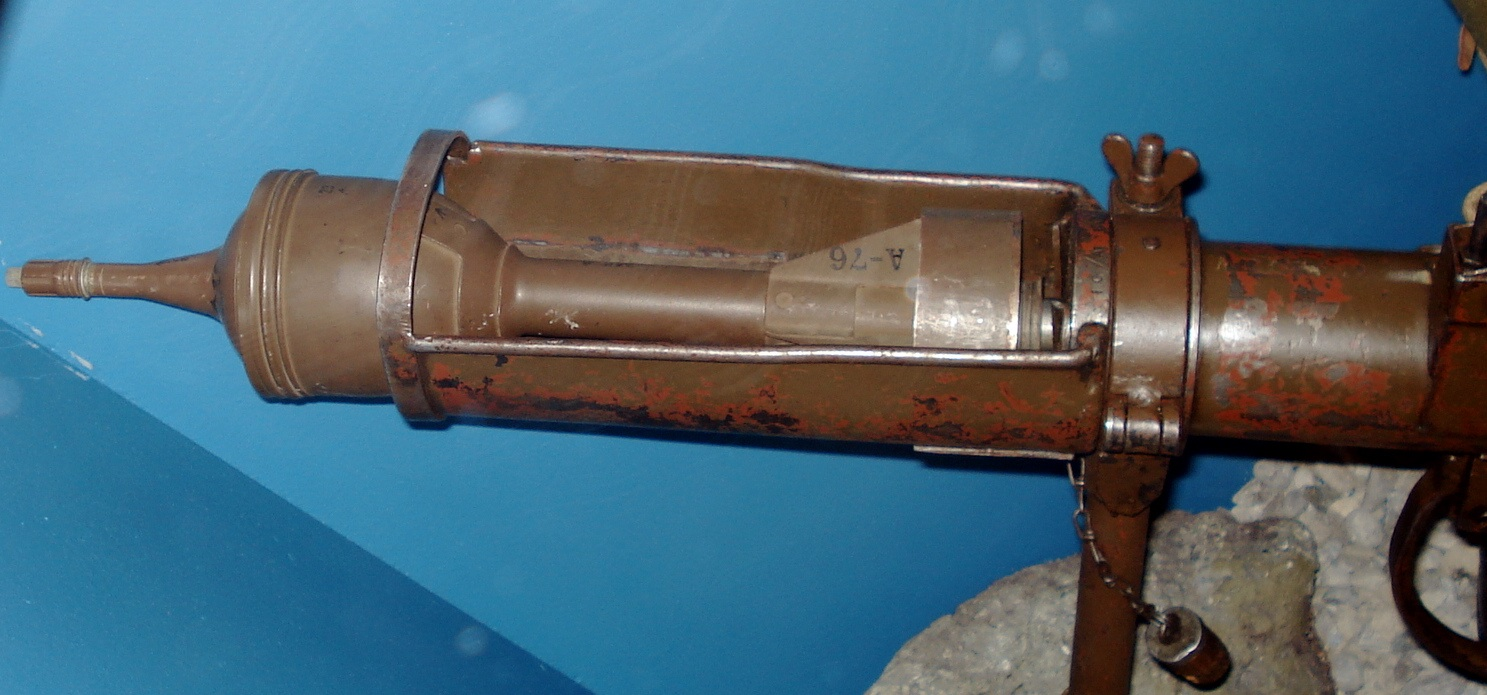
PIAT в музее, Онтарио
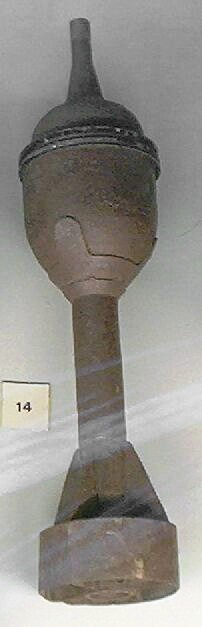
Граната PIAT